# Club Atlético Gimnasia y Esgrima (Mendoza)
Il Club Atlético Gimnasia y Esgrima è una società calcistica argentina di Mendoza, fondata il 30 agosto 1908.

## Storia
Fin dalla sua fondazione partecipò ai tornei locali di Mendoza, tra cui la Liga Mendocina de Fútbol, competizione che vinse per 22 volte. Nel 1970 si qualificò per la prima volta alla Primera División argentina, grazie alla famosa squadra dei Los Compadres, gruppo molto affiatato di giocatori, la cui stella era Víctor Legrotaglie; riuscirono a far qualificare il Gimnasia per tre anni di fila ('70, '71 e '72) al Campionato Nacional, tanto da essere paragonati al Santos di Pelé. Il primo anno la squadra si classificò 5º nel gruppo A, non ottenendo pertanto l'accesso alle semifinali. L'anno seguente raggiunse il 4º posto, questa volta nel gruppo B. In seguito all'11º posto nel 1972 la società venne estromessa dalla massima serie argentina. Tornò nel 1975, ottenendo il terzo posto nel gruppo A a pari merito con l'Huracán; non venne però incluso nel gruppo finale, che comprendeva solo le prime due d'ogni girone. Non partecipò poi nel 1976 e nel 1977, tornando nel Nacional 1978. In tale torneo raggiunse il settimo posto nel gruppo B. Nel 1981 prese parte al gruppo A, finendo 4º a pari merito con Huracán e Belgrano. Nel 1982 cambiò il formato del torneo, che incluse i quarti di finale, a cui però il club non riuscì a qualificarsi. Nel 1983 ci fu un'ulteriore modifica nel formato del Nacional, e il Gimnasia giunse al 4º posto nel gruppo H. L'ultima stagione disputata dalla società nella massima serie nazionale fu anche il migliore: raggiunto il secondo posto nel gruppo B dietro al San Lorenzo, riuscì a passare alla fase a eliminazione diretta. Lì, fu escluso dall'Argentinos Juniors con un totale di 5-3 nelle due gare di andata e ritorno. Nella Primera División il Gimnasia ha preso parte a 121 partite, raccogliendo 122 punti.

## Palmarès

### Competizioni nazionali
- Torneo Argentino B: 2

2005-2006, 2013-2014
- Torneo Federal A: 1

2014

### Competizioni regionali
- Liga Mendocina de Fútbol: 22

1922, 1923, 1931, 1933, 1937, 1939, 1949, 1952, 1964, 1969, 1974, 1977, 1980, 1981, 1982, 1983, 1986, 1991, Apertura 1997, Apertura 2001
- Torneo Regional: 1

1972